# Légende arthurienne

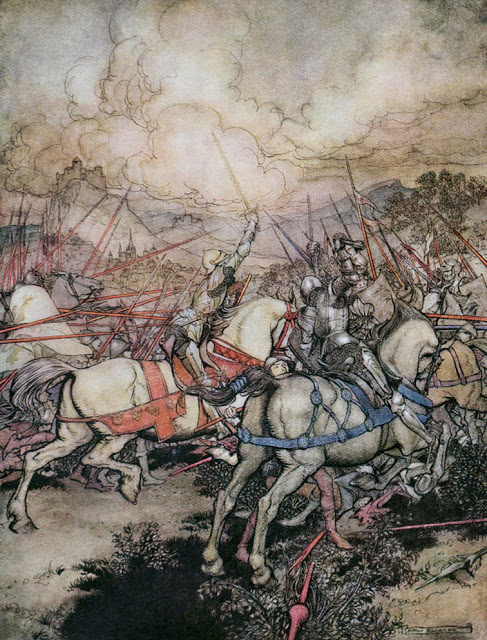
How Arthur drew his sword Excalibur for the first time.
Illustration provenant de The Romance of King Arthur (1917) par Alfred W. Pollard, abrégé de Le Morte d'Arthur de Sir Thomas Malory. Illustration d'Arthur Rackham.

La légende arthurienne, ou cycle arthurien, est un ensemble de textes écrits au Moyen Âge autour du roi Arthur, de son entourage et de la quête du Graal. C'est un thème fort de la matière de Bretagne.
Il n'existe non pas une légende arthurienne, mais plusieurs. Ceci est dû aux nombreux auteurs qui ont assemblé ces traditions au cours des siècles, depuis les premiers moines collecteurs jusqu'aux écrivains qui l'ont enrichie, comme Chrétien de Troyes ou plus récemment Xavier de Langlais. Ainsi, le nom des personnages et les circonstances de leur vie (jeunesse, hauts faits, mort) varient d'une époque à l'autre, d'un pays à l'autre. Il existe cependant une unité de lieu : le royaume de l'île de Bretagne, qui recouvre les territoires du centre, du sud et de l'ouest de la Grande-Bretagne actuelle ainsi qu'une partie non définie de la Bretagne continentale, et une unité de temps : la fin du Ve siècle et le début du VIe siècle quand les Romains viennent de quitter l'Île de Bretagne, période des grandes invasions qui précédèrent et suivirent la chute de l'empire romain d'Occident. Il ne s'agit donc pas, à l'origine, de personnages du Moyen Âge central, même si leur popularité en France a été portée par des écrivains de cette période.
Le cycle littéraire de la légende arthurienne est le plus connu des cycles de la matière de Bretagne. Il doit son succès à son statut de double récit, approché par de très nombreux auteurs depuis le XIIe siècle. D'un côté Camelot, utopie chevaleresque, défaite par les conflits entre Arthur, Lancelot du Lac et Mordred, entre autres. De l'autre, la fabuleuse quête du Graal, entreprise par de nombreux chevaliers, dans laquelle beaucoup échouent (comme Lancelot) et de rares élus réussissent (son fils Galahad, notamment aidé de Perceval et de Bohort). Le cycle arthurien est, depuis quelques siècles, centré sur des thèmes du christianisme, tels que le péché, illustré par les actes des héros tour à tour vertueux ou malins, ou la quête de l'absolu, symbolisé par la relique suprême, le saint Graal. Les relations amoureuses, telles que celle de Lancelot et Guenièvre ou de Tristan et Iseut, comportent des éléments inspirés de l'amour courtois. Plus récemment, la tendance est d'établir le lien de ces légendes avec la mythologie celtique, surtout depuis le début du XXe siècle.
L’arthurianisme est la discipline qui étudie la littérature arthurienne.

## Origines de la légende
La légende arthurienne a pour source primaire la matière de Bretagne qui met en scène les Celtes britanniques, originaires des îles Britanniques (dont une partie migre en Bretagne au cours du haut Moyen Âge). Cette composante est bien sûr particulièrement visible dans les productions galloises (Preiddeu Annwn, Culhwch ac Olwen etc.). Arthur y apparaît tout d’abord comme un guerrier et un chef de troupe, accédant ultérieurement au statut de roi à travers les efforts « patriotiques » des historiens (Annales Cambriae, Historia Brittonum, Historia regum Britanniae) pour mettre en valeur les Bretons. Presque tous les textes les plus anciens s'inspirent de l'Histoire des rois de Bretagne, récit pseudo-historique rédigé au milieu des années 1130 par Geoffroy de Monmouth.
Les écrivains francs et ceux issus de l'Empire Plantagenêt, notamment, ont considérablement modifié la matière originelle par des ajouts issus de leur propre imagination ou d'autres traditions (comme la tradition chrétienne, par exemple). L'apport principal de ces écrivains de langue française est l'accent mis sur les valeurs chevaleresques propres à la France du nord et les références à l'amour courtois propre à la France du sud (Aliénor d'Aquitaine tenait cour à Poitiers, mais aussi à Domfront en marge de Petite Bretagne). Cela a eu pour conséquence d'atténuer considérablement ses origines celtiques et bretonnes.

### Thèmes celtiques et bretons
Thomas Green distingue trois traitements du personnage d’Arthur dans les sources bretonnes : guerrier terrassant les menaces humaines et surnaturelles, figure folklorique au centre de légendes restées locales liées à la toponymie, chef d’une troupe comprenant peut-être d’anciens dieux celtes, doté d’une femme dont le nom la relie à l’Autre Monde où il se rend pour en rapporter des trésors,.
Plusieurs personnages du cycle arthurien apparaissent dans la littérature galloise comme des personnages caractéristiques de la société bretonne, chefs (Uther Pendragon, Yvain, Urien etc.) ou bardes (Merlin, plus tard renommé Merlin l'Enchanteur). D’autres ont une nature mythologique pré-chrétienne, comme la fée Morgane et la Dame du Lac, ou la femme d’Arthur portant un nom de fée. Morgane a été rapprochée de Modron qui, dans les Triades galloises, a comme elle Urien pour mari et Yvain pour fils. Uther Pendragon est, selon les Triades galloises, outre un chef de guerre, l’auteur d’enchantements.
Le thème du Graal, parallèlement à son interprétation chrétienne explicitée pour la première fois par Robert de Boron, rappelle aussi la quête du chaudron magique qui nourrit les héros ou ressuscite les guerriers morts au combat évoquée dans Preiddeu Annwn (le héros est ici Arthur) et dans la légende de Bran le Béni.
Selon Wace, le premier à la mentionner, la table ronde serait à l’origine un thème breton et pourrait selon certains rappeler le cercle des guerriers autour du chef évoqué dans des mythes celtes.
Avalon, terre de félicité où est, selon Geoffroy de Monmouth, emmené Arthur après sa blessure à Camlan, a été rapproché d’Annwn ou de Caer Sidi.
Le thème du retour possible d’Arthur qui serait en dormance à Avalon ou sous un tumulus, mentionné pour la première fois par Guillaume de Malmesbury, peut être interprété comme une expression du patriotisme breton[réf. nécessaire].
La magie observée dans la légende arthurienne est druidique et liée à la nature, en mettant en évidence une confrontation entre la magie blanche de Merlin et la magie noire de Morgane. Cette magie évolue par la retranscription chrétienne de l'histoire vers une observation sacrée et divine de cette magie comme avec l'exemple du Graal relique judéo-chrétienne et objet de la quête menée parles chevaliers de la table ronde.
Le « test de décapitation » auquel se soumet Caradoc le Jeune dans Le Livre de Caradoc est un motif celtique présent dans Le Festin de Bricriu (Fled Bricrend). Le thème est repris dans Sire Gauvain et le Chevalier vert.

### Le roman de Littleton et de Malcor
Dans leur roman De Scythie à Camelot, Covington Scott Littleton, professeur d'anthropologie à Los Angeles, et Linda Ann Malcor, docteur en folklore et mythologie, ont remis en cause l'origine celtique du cycle arthurien en imaginant une autre explication. Pour eux, le cœur de cet ensemble fut apporté entre le IIe et le Ve siècle par des cavaliers alains et sarmates. Ces peuples barbares, enrôlés dans les légions romaines, auraient répandu leurs récits mythologiques dans les régions où ils s'étaient installés, l'Angleterre et la Gaule principalement. Ces récits se nourriraient d'un terreau commun : l'ancienne Scythie (région de steppes au sud de la Russie et de l'Ukraine actuelles), région d'origine des descendants des Alains et des Sarmates.
La thèse de Littleton et de Malcor se fonde sur trois principaux arguments : La culture des Ossètes (qui vivent aujourd'hui dans le Caucase), les cousins contemporains des Alains, possède des récits qui ressembleraient aux aventures d'Arthur et des chevaliers de la Table ronde. Il y est notamment raconté la saga du héros Batraz et de sa bande, les Narts. Dans cette histoire, il est, entre autres, question d'épée magique (Excalibur ?) et de coupe sacrée (le Graal ?). L'histoire des Sarmates et des Alains confirmerait leur rôle décisif dans la naissance du cycle arthurien. À partir du IIe siècle, ces peuples se sont installés, en tant que soldats de l'armée romaine, dans plusieurs régions de l'Empire Romain : le nord de l'Angleterre puis la Gaule. Or, ces régions ont vu ensuite naître la légende arthurienne. De plus, Sarmates et Alains auraient été en contact avec des événements ou des personnages inspirateurs de cette légende. Selon eux, des Sarmates d'Angleterre étaient commandés à la fin du IIe siècle par Lucius Artorius Castus, un officier romain qui serait le Arthur historique — cette interprétation de la carrière d'Artorius Castus n'est toutefois plus retenue par les spécialistes de l'histoire romaine. D'autre part, les Alains ont participé au sac de Rome en 410 avec les Wisigoths d'Alaric et auraient dérobé, à cette occasion, des objets religieux chrétiens, point de départ à la légende du Graal.
Ces thèses n'ont cependant pas la valeur d'une étude scientifique et ne sont pas reprises par les philologues, les historiens et les spécialistes de la mythologie. Elles sont en revanche l'inspiration majeure du film Le Roi Arthur d'Antoine Fuqua.

## Auteurs

### Auteurs du Moyen Âge (VIe–XVIesiècle)
| Auteur                  | Siècle       | Œuvres |
| ----------------------- | ------------ | --- |
| Taliesin                | VIe siècle   | Livre de Taliesin |
| Nennius                 | IXe siècle   | Historia Brittonum |
| Lifric de Llancarfan    | XIe siècle   | La vie de Saint Cadog |
| Guillaume de Malmesbury | XIIe siècle  | Chronique des rois d’Angleterre |
| Geoffroy de Monmouth    | XIIe siècle  | Historia regum Britanniae |
| Caradoc de Llangarfan   | XIIe siècle  | La vie de Gildas |
| Béroul                  | XIIe siècle  | Tristan |
| Marie de France         | XIIe siècle  | Lai du Chevrefoil et Lai de Lanval |
| Chrétien de Troyes      | XIIe siècle  | Érec et Énide, Cligès ou la Fausse Morte, Lancelot ou le Chevalier de la charrette, Yvain ou le Chevalier au lion, Perceval ou le Conte du Graal |
| Robert de Boron         | XIIe siècle  | Le Roman de l'histoire du Graal (Joseph d'Arimathie, Merlin et Perceval en prose)                                                                |
| Hartmann von Aue        | XIIe siècle  | Érec, Yvain |
| Thomas d'Angleterre     | XIIe siècle  | Tristan et Iseut |
| Eilhart von Oberg       | XIIe siècle  | Tristrant |
| Wace                    | XIIe siècle  | Le Roman de Brut, Le Roman de Rou |
| Wolfram von Eschenbach  | XIIe siècle  | Parzival |
| Raoul de Houdenc        | XIIe siècle  | Méraugis de Portlesguez |
| Renaut de Beaujeu       | XIIe siècle  | Le Bel Inconnu |
| Païen de Maisières      | XIIIe siècle | La Demoiselle à la mule |
| Rustichello de Pise     | XIIIe siècle | Gyron le courtois, Meliadus de Leonnoys |
| Ulrich von Zatzikhoven  | XIIIe siècle | Lanzelet |
| Wirnt von Grafenberg    | XIIIe siècle | Wigalois, le chevalier à la roue |
| Frère Robert            | XIIIe siècle | La Saga de Tristan et Iseut |
| Manessier               | XIIIe siècle | Troisième continuation du conte du Graal |
| Guillaume Le Clerc      | XIIIe siècle | Roman de Fergus |
| Layamon                 | XIIIe siècle | Brut |
| Pearl Poet              | XIVe siècle  | Sire Gauvain et le Chevalier vert |
| Jean Froissart          | XIVe siècle  | Méliador |
| Geoffrey Chaucer        | XIVe siècle  | Les Contes de Canterbury |
| Thomas Malory           | XVe siècle   | Le Morte d'Arthur |

### Auteurs modernes (XVIe–XXIesiècle)
| Auteur                | Siècle      | Œuvres                                                       |
| --------------------- | ----------- | ------------------------------------------------------------ |
| Edmund Spenser        | XVIe siècle | La Reine des fées                                            |
| Raphael Holinshed     | XVIe siècle | Les Chroniques d'Angleterre, Écosse et Irlande               |
| Michael Drayton       | XVIe siècle |                                                              |
| Alfred Tennyson       | XIXe siècle | La Dame de Shalott, Idylls of the King                       |
| Mark Twain            | XIXe siècle | Un Yankee à la cour du roi Arthur                            |
| René Barjavel         | XXe siècle  | L'Enchanteur                                                 |
| Michel Rio            | XXe siècle  | Merlin, Morgane, Arthur                                      |
| Jacques Boulenger     | XXe siècle  | La légende du Roi Arthur et des chevaliers de la Table Ronde |
| Marion Zimmer Bradley | XXe siècle  | Le Cycle d'Avalon                                            |
| Nancy McKenzie        | XXe siècle  | Guenièvre                                                    |
| Boris Vian            | XXe siècle  | Le Chevalier de neige                                        |
| Guillaume Apollinaire | XXe siècle  | L'Enchanteur pourrissant                                     |
| Gillian Bradshaw      | XXe siècle  |                                                              |
| Bernard Cornwell      | XXe siècle  | Le Roi de l'hiver                                            |
| Harold Foster         | XXe siècle  | Prince Vaillant                                              |
| Parke Godwin          | XXe siècle  | Invitation to Camelot                                        |
| David Jones           | XXe siècle  |                                                              |
| Monty Python          | XXe siècle  | Sacré Graal                                                  |
| Guy Gavriel Kay       | XXe siècle  | La Tapisserie de Fionavar                                    |
| Debra A. Kemp         | XXe siècle  |                                                              |

| Auteur                                           | Siècle      | Œuvres                                                            |
| ------------------------------------------------ | ----------- | ----------------------------------------------------------------- |
| Stephen R. Lawhead                               | XXe siècle  | Le Cycle de Pendragon                                             |
| Covington Scott Littleton                        | XXe siècle  | De Scythie à Camelot                                              |
| Linda Ann Malcor                                 | XXe siècle  | De Scythie à Camelot                                              |
| Jean Markale                                     | XXe siècle  | Le Cycle du Graal                                                 |
| Rosalind Miles                                   | XXe siècle  |                                                                   |
| Jacques Roubaud                                  | XXe siècle  | Graal théâtre, Graal fiction                                      |
| John Steinbeck                                   | XXe siècle  | Le Roi Arthur et ses preux chevaliers                             |
| Mary Stewart                                     | XXe siècle  |                                                                   |
| Julien Gracq                                     | XXe siècle  | Le Roi pêcheur                                                    |
| T. A. Barron                                     | XXe siècle  | Merlin                                                            |
| J. R. R. Tolkien                                 | XXe siècle  | La Chute d'Arthur                                                 |
| Terence Hanbury White                            | XXe siècle  | L'Épée dans la pierre                                             |
| Jack Whyte                                       | XXe siècle  |                                                                   |
| Charles Williams                                 | XXe siècle  |                                                                   |
| Jean-Louis Fetjaine                              | XXe siècle  | Les Chroniques des elfes, Le Pas de Merlin                        |
| Michael Morpurgo                                 | XXe siècle  | Le Roi Arthur                                                     |
| Marc Cantin et Isabel                            | XXIe siècle | Merlin Zinzin (série de livres jeunesse - Flammarion/Père castor) |
| Alexandre Astier                                 | XXIe siècle | Kaamelott                                                         |
| Christian de Montella                            | XXIe siècle | Graal (série littéraire)                                          |
| Julian Jones                                     | XXIe siècle | Merlin                                                            |
| Morgan O'Sullivan, Michael Hirst, Chris Chibnall | XXIe siècle | Camelot                                                           |
| Florence Launay                                  | XXIe siècle | Le Chant des sortilèges                                           |
| Kiersten White (en)                              | XXIe siècle | L'Ascension de Camelot (trilogie)                                 |
| Kevin Crossley-Holland                           | XXIe siècle | Arthur (trilogie)                                                 |
| Simon Gabillaud & Coline Pignat                  | XXIe siècle | Knight, la geste de la fin des temps                              |

### Œuvres anonymes
| Œuvres                               | Siècle       |
| ------------------------------------ | ------------ |
| L'Âtre périlleux                     | XIIIe siècle |
| Blandin de Cornouaille               | XIVe siècle  |
| Le Chevalier à l'épée                |              |
| Le Chevalier au papegau              | XVe siècle   |
| La Demoiselle à la mule              | XIIe siècle  |
| Gliglois                             |              |
| Hunbaut                              |              |
| Le Livre de Caradoc                  |              |
| Cycle du Lancelot-Graal              | XIIIe siècle |
| Cycle Post-Vulgate                   | XIIIe siècle |
| Les Merveilles de Rigomer            | XIIIe siècle |
| Perlesvaus ou le Haut Livre du Graal | XIIIe siècle |
| Roman de Jaufré                      | XIIIe siècle |

## Personnages

### L'entourage du Roi Arthur
- Guenièvre : épouse d'Arthur, amante de Lancelot du Lac
- Merlin : magicien ayant porté Arthur sur le trône de Bretagne
- Mordred : fils incestueux de Morgane (ou Morgause selon les sources) et d'Arthur qu'il tuera
- Morgane : grande prêtresse de l’Ancienne Religion et sœur d'Arthur, contre lequel elle se retourne. Elle l’emmène, cependant, en Avalon après la bataille de Camlann.
- Uther Pendragon : père d'Arthur, roi légendaire de Bretagne
- Viviane : dite La Dame du Lac, c'est elle qui offre Excalibur à Arthur
- Ygraine ou Ygerne : mère d'Arthur, épouse du duc de Tintagel et amante involontaire d'Uther avec qui elle se mariera à la mort du duc
- Margwase : femme de Lot et sœur d'Arthur

### Les chevaliers de la Table ronde
| - Accolon (Accolon de Gaule) - Agravain - Arthur (Arthus, Arthur Pendragon) - Bédivère (Bedwyr, Bedwere) - Bohort (Bohort l'Essillié, Bors) - Calogrenant - Caradoc (Briefbras, Karadoc) - Gaheris (Guerrehet) - Galahad (Galahad le Preux, Galaad, Galahaad) - Galehaut - Gallessin - Gareth (Gareth le France, Gaheriet) - Gauvain (Faucon, Gawain) - Geraint (Érec) - Girflet (Jauffré) | - Hector (Hector des Mares) - Hunbaut - Keu (Kay, Key, Kai) - Lamorak (Lamorak de Gulis) - Lancelot (Lancelot du Lac) - Leodegrans (Léodagan) - Lionel - Méléagant - Mordred (Mordret, Medrawt) - Pellinore - Perceval (Perceval le Gallois, Peredur) - Sagramor (Sagramor le Desrée, Sagremor) - Tristan (Tristan de Lyonesse, Tristam) - Urien - Yvain (Yvain, le chevalier au lion) |

### Autres personnages
- Annur : Puissante magicienne d'une contrée lointaine qui a tenté d'emprisonner le roi Arthur alors que celui-ci traversait ses bois enchantés. c'est l'une des premières aventures. Celui-ci, insouciant dans ses premières années de règne, voyageait seul sans ses chevaliers. Arthur perdit son épée lors d'un duel avec le chevalier noir gardien des terres d'Annur et il dut sa seule survie à l'intervention de Merlin. c'est aussi à ce moment-là qu'il obtient Excalibur des mains de la dame du lac, Nimue (ref du cycle breton).
- Balin : le Chevalier aux Deux épées, victime du destin
- Brangaine (en), suivante d'Iseut[10]
- Brisène : magicienne, c'est elle qui découvre le destin exceptionnel de Galahad
- Caelia : reine Fée, mère du Chevalier des Fées
- Le chevalier vert : chevalier mystérieux qui insulte Arthur et lance un défi à Gauvain
- Le chevalier rouge : chevalier apparaissant dans Perceval ou le Conte du Graal
- Le chevalier des Fées : fils de Caelia et Tom a'Lincoln, compagnon d'arme du chevalier Noir
- Le chevalier Noir : fils de Tom a'Lincoln, compagnon d'arme du chevalier des Fées
- Claudas : roi de la Terre déserte et ennemi d'Arthur, père de Claudin
- Claudin : fils de Claudas, il fait partie des compagnons de Galahad qui l'aidèrent dans l'achèvement de la quête du Graal
- Élaine d'Astolat : surnommée la Dame de Shalott, elle meurt de chagrin d'amour pour Lancelot du Lac
- Élaine de Corbenic : elle réussit à partager la couche de Lancelot du Lac en prenant l'apparence de Guenièvre, de cette union naîtra Galahad
- Élaine : sœur de la fée Morgane et demi-sœur du roi Arthur
- Élaine : nièce du roi Arthur, éprise de Perceval
- Reine Élaine (ou Élaine de Bénoic) : épouse de Ban de Bénoïc, mère de Lancelot du Lac
- Léonce de Payerne: régent du royaume de Bénoïc en l'absence de Lancelot du Lac.
- Gorlois : duc de Cornouailles, mari d'Ygraine et ennemi d'Uther Pendragon
- Gwynn ap Nudd : souverain de l’Annwvyn, l'Autre Monde
- Iseut (Isolde, Yseult)
- Joseph d'Arimathie : celui qui a offert une sépulture au Christ et qui selon la tradition recueille son sang dans un récipient qui deviendra le Saint Graal
- Marc'h : roi de Cornouailles, il possède des oreilles de cheval
- Nimue : elle est la Dame du Lac, autrement dit la Fée Viviane
- Pelleas : Le Roi pêcheur, père d'Élaine de Corbenic et grand-père de Galahad
- Le Roi pêcheur : dernier descendant des gardiens du Graal
- Lot d'Orcanie : descendant de Joseph d'Arimathie, époux de Morgause et père de Gauvain
- Ségurant : chasseur de chimère (Italie), le chevalier oublié
- Vortigern : roi de Grande-Bretagne, grand-père d'Uther Pendragon

## Chronologie approximative
- Vers 425 (ou 446) : Avènement de Vortigern.
- Vers 428 (ou 449) : Vortigern fait appel à des mercenaires saxons pour lutter contre les Pictes et les Scots.
- Vers 468 : Mort ou départ en exil de Vortigern (dates variables entre 456 et 488).
- Vers 470 : Naissance d’Arthur (dates variables entre 456 et 492).
- Vers 480 : Mort d’Ambrosius Aurelianus (dates variables entre 469 et 530).
- Vers 485 : Mort d’Uther Pendragon (dates variables entre 472 et 495).

- Vers 500 : Avènement d’Arthur (dates variables entre 473 et 510).
- Vers 516 (ou 518) : Victoire des Bretons sur les Saxons au Mont Badon (dates variables entre 480 et 540).
- Vers 537 (ou 542) : Arthur trouve la mort à la bataille de Camlann (dates variables entre 532 et 565).

## Lieux mentionnés dans le cycle arthurien
- Abbaye des Blancs Nonnains, Abbaye de la Blanche Lande (déjà présente dans le Tristan de Beroul) : deux abbayes pourraient avoir servi de prototype, L'abbaye de Blanchelande (la Haye du Puits, forêt de Limors) et l'Abbaye Blanche à Mortain[11]. L'Abbaye Blanche jouxte la collégiale de Saint-Evroult qui abrite le Chrismale [Note 1], objet unique datant de saint Evroult (VIIe) en rapport avec le calice.
- Aclud : ville d'Écosse où Hoël trouve refuge pendant la guerre contre Colgrin.
- Arthur's Stone : pierre qui marquerait l'emplacement d'une bataille d'Arthur.
- Astolat (en) : château anglais où habite Élaine d'Astolat.
- Avalon : île légendaire où réside la fée Morgane et où elle emmène Arthur après sa blessure mortelle lors de la bataille de Camlan. Il y serait en "dormition", c'est-à-dire qu'il ne serait pas mort mais prêt à revenir délivrer le peuple breton de ses adversaires dans un futur indéfini.
- Bade : capitale du royaume de Gorre. C'est là que Méléagant retient Guenièvre prisonnière avant qu'elle ne soit délivrée par Lancelot.
- Badon : mont où se déroula une importante bataille, d'où Arthur sortit victorieux.
- Barenton : lieu de la fontaine. Est associé à la ville de Barenton dans la Manche par certains auteurs (voir paragraphe ci dessous).
- Île de Bardsey : lieu de repos de Merlin.
- Beaurepaire : Château assiégé par Clamadieu des Îles et son sénéchal Aguingueron dans Perceval ou le Conte du Graal.
- Bedegraine : site d'une bataille où le Roi Arthur renforce son pouvoir après une victoire sur des seigneurs rebelles.
- Benoic : pays du roi Ban et pays de naissance de Lancelot; peut être rapproché du village de Banvou par certains auteurs (voir paragraphe ci dessous).
- Brandigan : château du roi Evrain. Il abrite le verger de La Joie de la Cour.
- Forêt de Brocéliande : forêt légendaire attachée aux figures de Merlin, Viviane et Yvain. La forêt de Paimpont, en Bretagne continentale, serait les restes de cette forêt. C'est d'ailleurs là qu'ont été localisés par certains auteurs plusieurs lieux associés à la légende : le tombeau de Merlin, le val sans retour, la fontaine de Barenton et l'Hotié de Viviane. D'autres auteurs placent les lieux ayant servi de prototype à  Chrétien de Troyes dans le Passais, la Manche, ou l'Orne (voir paragraphe ci-dessous) dont notamment la forêt d'Andaine (associée à Lancelot) et la forêt de la Lande Pourrie proche de Barenton.
- Camelot, ou Camaloth : siège de la cour du roi Arthur et des chevaliers de la Table ronde, capitale du royaume d'Arthur (n'apparaît pas dans les sources anciennes). Beaucoup de sites et de villes actuelles sont associés à cette cité légendaire. Parmi ces sites on compte Camaret en Bretagne (qui en langue bretonne se nomme Kameled) ou encore la colonie romaine fortifiée Viroconium (située à l'ouest de l'Angleterre). Pourtant, le principal lieu généralement retenu est le site de Cadbury Hill, un oppidum localisé dans le Somerset soit dans le sud-ouest de l'Angleterre. Fouillé dans les années 60, diverses fortifications ainsi que des aménagements d'habitat et des artefacts datant du Ve – VIe siècle ont été mis au jour sur le site. Ce lieu devait être dirigé par un personnage de grande importance capable d'avoir une emprise sur tout le territoire. Dès lors, on pourrait penser au roi Arthur et associer Cadbury Hill à Camelot mais aucune preuve concrète ne permet de confirmer cette hypothèse. Par ailleurs, Cadbury aurait pour signification « Fort Cado » si l'on prend on compte l'étymologie du terme. Or, d'après des sources historiques et généalogiques, Cado était un prince armoricain et aurait eu une emprise sur le territoire aux alentours du VIe siècle[12].
- Campercorentin : lieu où Arthur tient sa cour (ses environs sont réputés pour de nombreuses aventures arthuriennes).
- Camlann : lieu de la dernière bataille d'Arthur où il se fait tuer par son fils Mordred.
- Caradigan : résidence d'Arthur. C'est là qu'Érec annonce son mariage avec Énide à la cour. Il s'agit de la ville galloise de Cardigan[13].
- Carahes : lieu d'une bataille majeure et d'un mariage célèbre dans les Tristan et certains manuscrits arthuriens.
- Carduel : ville où Arthur siège régulièrement.
- Carleon : deuxième ville du royaume d'Arthur après Camelot. Il y réunissait souvent sa cour.
- Carmarthen : ville de Merlin.
- Carmélide : patrie du roi Léodagan et de la reine Guenièvre.
- - Carn Cabal : cairn dans le Royaume gallois de Buellt formé par une pierre marquée par l'empreinte de Cavall (en), chien d'Arthur, pendant la chasse au sanglier Twrch trwyth[14].
- Carrant : ville où Érec et Énide vivent leur parfait amour. Résidence du roi Lac.
- Chapelizod (en) : village de Dublin où se situe la chapelle d'Iseut.
- Chapelle verte : chapelle située dans un tertre, lieu de la mise à l'épreuve dans Sire Gauvain et le Chevalier vert[15].
- Chapelle noire : chapelle localisée dans les Cornouailles, au bord de la mer. Arthur y fut conduit, mourant, par Lucan et Girflet. Le roi serra tellement le premier d’affection qu’il en mourut. Depuis, il est enterré dans une des tombes situées sur place (une inscription y raconte cette mort). Le souverain serait enterré dans une autre. Des femmes voilées de noir l’y conduisirent en barque. On y trouve l’inscription « Ci-gît le roi Arthur, si valeureux qu’il conquit douze royaumes »[15].
- Coit Celidon : lieu de la septième bataille d'Arthur, selon l'Historia Brittonum. Ce lieu correspond très certainement à la forêt calédonienne.
- Corbenic : royaume de Pelleas où est gardé le Graal.
- Dimilioc : château situé près de Tintagel, dans lequel se réfugie le duc de Cornouailles Gorlois, assiégé par Uther[16]. Dans d'autres versions, ledit château s'appelle Terrabil[17].
- Dinas Emrys : butte rocheuse du Pays de Galles, surmontant la Glaslyn, sur laquelle roi Vortigern tenta de bâtir son château, construction perturbée par deux dragons.
- Dozmary Pool (en) : lac des Cornouailles habité par la fée Viviane, où Arthur reçut Excalibur.
- Esplumoir Merlin : abri de Merlin, parfois assimilé à l'Hotié de Viviane.
- Gaste forêt : forêt galloise où Perceval passe son enfance avec sa mère, associée par certains auteurs à la forêt de la Lande Pourrie proche de Barenton.
- Gaunes : région continentale où régnait le seigneur Bohort et où naquirent ses fils Lionel et Bohort l'Essillié. Possiblement inspiré par les paysages normand voire la Neustrie selon JC Payen[11]
- Glastonbury : abbaye tardivement identifiée à Avalon. Selon la légende de ce site, des moines auraient trouvé en 1191 dans un cimetière de l'abbaye, une sépulture contenant deux squelettes que l'on aurait identifié comme étant ceux du roi Arthur et de la reine Guenièvre. Une croix en plomb accompagnait la sépulture et aurait porté cette inscription « HIC JACET SEPVLTVS INCLVTVS REX ARTVRIUS IN INSVLA AVALONIA » que l'on pourrait traduire par « Ci-gît le fameux roi Arthur enterré sur l'île d'Avalon ». Encore une fois, il est difficile d’affirmer si ce « fameux roi Arthur » est celui de la légende d'autant plus que ce fait aurait peut été une histoire inventée par les moines de l'abbaye afin d'attirer des pèlerins et des fonds monétaires pour reconstruire l'Abbaye[12]. Quant à la croix, il n'en reste aucune trace hormis un relevé tardif effectué par William Camden et dont l'authenticité reste douteuse : après avoir été analysées par les chercheurs, les inscriptions de la croix du relevé ne semblent pas avoir été dessinées avec un style du Ve ou VIe siècle mais plutôt du Xe siècle[18].
- Gorre : royaume maudit où ceux qui y entrent ne ressortent jamais, ayant pour capitale Bade. Lancelot arrivera à déjouer l'enchantement et à libérer ses habitants. Il est accessible uniquement par deux endroits : le Pont-sous-les-eaux et le Pont-de-l'épée. Est rattaché à la ville de Gorron par certains auteurs (voir paragraphe ci dessous).
- Isneldone : une des résidences du roi Arthur dans le Roman de Tristan de Béroul (originaire de Mortain selon JC PAYEN). Correspond à Stirling, en Écosse[19].
- Joyeuse Garde : château conquis par Lancelot et lieu où le héros est enterré.
- Mont Killaraus : Mont irlandais où se trouvait autrefois Stonehenge.
- Le Lac : Pays de la Dame du Lac (Viviane) et château où Lancelot passe sa jeunesse. Est rattaché à la ville de Bagnole par certains auteurs (voir paragraphe ci dessous), ainsi qu'à celle de Saint Fraimbault dont l'église porte une pierre d'angle avec trèfle et calice (Lancelot est le valet de trèfle)
- Licat Amr : source dans le Royaume d'Ergyng, avoisinée par une tombe dont les dimensions varient sans cesse. Elle est occupée par Amr (en), fils d'Arthur, que ce dernier a tué et enterré à cet endroit même[14]. Peut-être situé à Wormelow Tump (en), dans le Herefordshire[20].
- Linligvam : lac gallois où se forme un mascaret haut comme une montagne, dans l'estuaire de la Severn.
- Logres : royaume du roi Arthur. Le nom fait référence aux géants qui y vivaient avant la venue d'Arthur, qui les a vaincus et chassés.
- Londres : c'est sur le parvis de la plus grande église de la ville qu'est plantée l'Épée du Rocher (ou Excalibur, selon les versions), qu'Arthur dut retirer[21],[22].
- Lyonesse (en) (aussi nommé Léoneis, Léonois ou Loönois) : royaume légendaire, terre natale de Tristan.
- Montsalvage : château abritant le Graal.
- Northomberlande (à ne pas confondre avec le Northumberland) : pays où se réfugient Merlin et son disciple Blaise.
- Orcanie : royaume de Lot.
- Outre Gales : royaume du roi Lac.
- Pucelles (Château des) (en) : Pendant la quête du Graal, il est occupé par sept frères chevaliers. Ils emprisonnent depuis des années toutes les pucelles alentour car, selon une prophétie, une d’entre elles causerait leur perte. Galaad mit les ennemis en fuite et ceux-ci furent tués par Gauvain. Selon un ermite, les frères représentent les sept péchés capitaux, les femmes les âmes prisonnières de l’Enfer avant la venue du Christ, Galaad ledit messie venu les délivrer[15].
- Château de Richmond : le roi Arthur et ses chevaliers dormirent dans une grotte sous l'édifice.
- Sarras : ville de Palestine où se déroule la liturgie du Graal.
- Silchester : ville où fut couronné Arthur, d'après Wace et Geoffroy de Monmouth.
- Stonehenge : mémorial bâti sur les ordres d'Ambrosius Aurelianus par Merlin, qui déplaça les pierres depuis le mont Killaraus, en Irlande.
- Tintagel : château du duc de Cornouailles Gorlois et du roi Marc'h, réputé imprenable. Lieu de naissance d'Arthur. Le site existe bel et bien en Cornouailles, au sud-ouest de l'Angleterre. Entre 1990 et 1999, des fouilles archéologiques dirigées par le professeur Christopher Morris ont été entreprises sur le site afin de mieux comprendre sa nature et son rôle durant Haut Moyen-Âge. En 1998, une découverte exceptionnelle est faite à Tintagel : un fragment d'ardoise daté du VIe siècle et mentionnant un certain « Artognov » est mise au jour[12]. L'inscription latine complète révèle : « PATER COLIAVIFICIT ARTOGNOV » que l'on peut traduire par « Artognou, père d'un descendant de Coll, a fait (bâtir ceci) ». Dès lors, le mystère plane sur ce personnage nommé Artognou (dont le nom se rapproche phonétiquement d'Arthur) mais rien ne prouve qu'il s'agit du légendaire roi Arthur[23].
- Terre Déserte : royaume du Roi Claudas, en France. Dans la toponymie du bocage normand, ce terme indique les défrichements dans la forêt. Ils sont nombreux dans les parages de la forêt d'Andaine (Saint-Maurice du D., Magny le D., Saint-Patrice du D.) et plus vers la Bretagne (Louvigné du Désert). Claudas est celui qui a passé la mer pour conquérir ce qui serait une partie de la "Normandie" aux dépens des deux frères Bohort et Ban, père de Lancelot. les Normands n'arriveront que vers 799 pour s'établir en 911, alors que les Bretons auront dirigé une partie de la région en 867[24].
- Tribuit : fleuve près duquel se déroula la dixième bataille d'Arthur.
- Île Tristan : abrite la tombe de Tristan et Iseut.
- Veralemen : résidence d'Octa. Il s'y fera tuer avec Ossa par Lot d'Orcanie.

## Objets légendaires
- Excalibur : épée magique d'Arthur, don de la fée Viviane qui permit à son possesseur de réunifier la Grande-Bretagne.
- Le Saint Graal : objet d'une grande richesse spirituelle, but de la quête du roi Arthur. On l'assimile à la coupe dans laquelle but le Christ lors de la Cène, et dans laquelle Joseph d'Arimathie aurait recueilli son sang pendant la Passion.
- La Table ronde : Table autour de laquelle se rassemblaient le Roi Arthur et ses meilleurs et plus fidèles chevaliers.
- Le siège périlleux : siège de la Table ronde où seul le vainqueur de la quête du Graal pourra s'asseoir sans encombre.
- La ceinture verte : dans la même œuvre, elle est donnée à Gauvain par la femme de Bertilak pour le protéger de la mort.

## En France
Le personnage de saint Fraimbault est associé par certains auteurs modernes à celui du personnage de Lancelot du Lac.
Frambaldus aurait pour étymologie fram-baldus laceio = porteur de lance du lac = lancelot du lac
La reine Adélaïde d'Aquitaine, épouse d'Hugues Capet, consacra une église (la collégiale royale Saint-Fraimbourg de Senlis) à ce saint en 990, parce qu'il contribuait à la prospérité de la famille royale et à la tranquillité du Royaume. Le corps du saint fut déposé dans une chasse d'argent, hormis le chef demeuré à Lassay. Plus tard, Louis VII lui consacra un plus bel édifice en signe de reconnaissance.
Plus tard, Aliénor d'Aquitaine duchesse de Normandie et reine d'Angleterre a tenu cour à Domfront non loin de Saint-Fraimbault-de-Lassay.
Pour René Bansard, l'estime de la dynastie allait s'exprimer différemment avec l'une de ses filles, Marie de Champagne, qui avait créé une sorte d'académie, où paraissaient les meilleurs écrivains dont Chrétien de Troyes. Favori de la comtesse, il la suivie lors de voyages à cette cour de Domfront, voyageant entre Passais et Mortenais entre Barenton et la Fosse Arthour, Banvou la forêt de la Lande Pourrie et l'Abbaye Blanche. Transforma-t-il en vers courtois l'histoire du saint ainsi que d'autres légendes, la descriptions d'autres lieux de cette région pour étoffer la trame principale venue d'au delà de la mer? C'était l'avis de René Bansard étayé par une toponymie très particulière. Il a été repris et développé depuis 40 ans par une équipe de chercheurs regroupés au sein du CENA arrivé aux mêmes conclusions par d'autres chemins.
Mortain serait aussi selon Jean-Charles Payen le lieu de naissance de Béroul, auteur de Tristan et Iseult qui précéda la matière de Bretagne en France. Wace qui introduisit dans la littérature française le thème de la table ronde et la légende du roi Arthur était quant à lui normand de Jersey et a connu la cour de Domfront sous Aliénor.
La "Normandie" à l'époque d'Arthur n'était qu'une partie sans unité réelle du reliquat romain subissant elle aussi les migrations de l'époque des invasions puis plus tard la pression des Francs Saliens, Francs Rhenans, Alaman, Burgondes à l'est et des Wisigoths au sud de la Loire, alors qu'à l'ouest se tenaient les descendants de leurs ancêtres celtes communs avec les bretons. On doit se rappeler aussi que le Cotentin sera cédé aux bretons en 867 et que l'Armorique va de la Loire à la Seine. La Normandie n'apparaitra qu'en 911. Que des rapports puissent être établis entre les faits, les lieux, les hommes et les légendes de cette région et la matière de Bretagne n'est donc pas étonnant.

## Dans les arts et la culture
Il existe énormément de représentations concernant les œuvres sur le cycle arthurien.